# Wyścig Włoch WTCC 2013
Wyścig Włoch WTCC 2013 – pierwsza runda World Touring Car Championship w sezonie 2013 i dziewiąty z kolei Wyścig Włoch. Rozegrał się on w dniach 23-24 marca 2013 na torze Autodromo Nazionale di Monza w mieście Monza koło Mediolanu w Lombardii we Włoszech. Po raz czwarty runda ta stanowiła inaugurację sezonu. W obu wyścigach zwyciężył Yvan Muller z zespołu RML.

## Lista startowa
| Nr | Kierowca              | Zespół                               | Samochód             | Klasa |
| -- | --------------------- | ------------------------------------ | -------------------- | ----- |
| 1  | Robert Huff           | ALL-INKL.COM Münnich Motorsport      | SEAT León WTCC       |       |
| 3  | Gabriele Tarquini     | Castrol Honda World Touring Car Team | Honda Civic WTCC     | M     |
| 5  | Norbert Michelisz     | Zengő Motorsport                     | Honda Civic WTCC     | M     |
| 6  | Franz Engstler        | Liqui Moly Team Engstler             | BMW 320 TC           | Y     |
| 7  | Charles Ng            | Liqui Moly Team Engstler             | BMW 320 TC           | Y     |
| 9  | Alex MacDowall        | Bamboo Engineering                   | Chevrolet Cruze 1.6T | Y     |
| 10 | James Thompson        | LADA Sport Lukoil                    | Łada Granta          | M     |
| 11 | Aleksiej Dudukało     | LADA Sport Lukoil                    | Łada Granta          | M     |
| 12 | Yvan Muller           | RML                                  | Chevrolet Cruze 1.6T |       |
| 13 | Jean-Philippe Dayraut | ANOME                                | BMW 320 TC           | Y     |
| 14 | James Nash            | Bamboo Engineering                   | Chevrolet Cruze 1.6T | Y     |
| 15 | Tom Coronel           | ROAL Motorsport                      | BMW 320 TC           |       |
| 17 | Michel Nykjær         | Nika Racing                          | Chevrolet Cruze 1.6T | Y     |
| 18 | Tiago Monteiro        | Castrol Honda World Touring Car Team | Honda Civic WTCC     | M     |
| 19 | Fernando Monje        | Campos Racing                        | SEAT León WTCC       | Y     |
| 22 | Tom Boardman          | Special Tuning Racing                | SEAT León WTCC       | Y     |
| 23 | Tom Chilton           | RML                                  | Chevrolet Cruze 1.6T |       |
| 25 | Mehdi Bennani         | Proteam Racing                       | BMW 320 TC           | Y     |
| 26 | Stefano D'Aste        | PB Racing                            | BMW 320 TC           | Y     |
| 37 | René Münnich          | ALL-INKL.COM Münnich Motorsport      | SEAT León WTCC       | Y     |
| 38 | Marc Basseng          | ALL-INKL.COM Münnich Motorsport      | SEAT León WTCC       |       |
| 55 | Darryl O’Young        | ROAL Motorsport                      | BMW 320 TC           | Y     |
| 73 | Fredy Barth           | Wiechers-Sport                       | BMW 320 TC           | Y     |
| 74 | Pepe Oriola           | Tuenti Racing Team                   | SEAT León WTCC       |       |
| Nr | Kierowca              | Zespół                               | Samochód             | Klasa |

| Symbol | Klasa                                   |
| ------ | --------------------------------------- |
| M      | Producent (Manufacturers' Championship) |
| Y      | Niezależny (Yokohama Trophy)            |

## Wyniki

### Sesje treningowe
| Sesja | Nr | Kierowca    | Zespół | Samochód             | Czas     | Okr. |
| ----- | -- | ----------- | ------ | -------------------- | -------- | ---- |
| 1     | 12 | Yvan Muller | RML    | Chevrolet Cruze 1.6T | 1:58,078 | 11   |
| 2     | 12 | Yvan Muller | RML    | Chevrolet Cruze 1.6T | 1:57,504 | 10   |

### Kwalifikacje
| Poz.    | Nr      |         | Kierowca              | Zespół                               | Samochód             | Q1       | Q2       | Poz. s. R1 | Poz. s. R2 | Pkt     |
| II etap | II etap | II etap | II etap               | II etap                              | II etap              | II etap  | II etap  | II etap    | II etap    | II etap |
| ------- | ------- | ------- | --------------------- | ------------------------------------ | -------------------- | -------- | -------- | ---------- | ---------- | ------- |
| 1       | 12      |         | Yvan Muller           | RML                                  | Chevrolet Cruze 1.6T | 1:56,622 | 1:56,486 | 1          | 9          | 5       |
| 2       | 23      |         | Tom Chilton           | RML                                  | Chevrolet Cruze 1.6T | 1:57,510 | 1:57,345 | 2          | 8          | 4       |
| 3       | 9       | Y       | Alex MacDowall        | Bamboo Engineering                   | Chevrolet Cruze 1.6T | 1:58,172 | 1:57,685 | 3          | 7          | 3       |
| 4       | 74      |         | Pepe Oriola           | Tuenti Racing Team                   | SEAT León WTCC       | 1:58,311 | 1:57,833 | 4          | 6          | 2       |
| 5       | 3       |         | Gabriele Tarquini     | Castrol Honda World Touring Car Team | Honda Civic WTCC     | 1:58,473 | 1:57,946 | 9          | 5          | 1       |
| 6       | 14      | Y       | James Nash            | Bamboo Engineering                   | Chevrolet Cruze 1.6T | 1:58,402 | 1:58,005 | 5          | 4          |         |
| 7       | 17      | Y       | Michel Nykjær         | Nika Racing                          | Chevrolet Cruze 1.6T | 1:57,899 | 1:58,172 | 6          | 3          |         |
| 8       | 38      |         | Marc Basseng          | ALL-INKL.COM Münnich Motorsport      | SEAT León WTCC       | 1:58,702 | 1:58,518 | 7          | 2          |         |
| 9       | 10      |         | James Thompson        | LADA Sport Lukoil                    | Łada Granta          | 1:58,722 | 1:58,669 | [ 5 ]      | [ 7 ]      |         |
| 10      | 55      | Y       | Darryl O’Young        | ROAL Motorsport                      | BMW 320 TC           | 1:58,685 | 1:58,781 | 8          | 1          |         |
| 11      | 19      | Y       | Fernando Monje        | Campos Racing                        | SEAT León WTCC       | 1:58,958 | 1:58,814 | 10         | 10         |         |
| 12      | 26      | Y       | Stefano D'Aste        | PB Racing                            | BMW 320 TC           | 1:59,044 | 2:00,475 | 11         | 22         |         |
| I etap  |         |         |                       |                                      |                      |          |          |            |            |         |
| 13      | 6       | Y       | Franz Engstler        | Liqui Moly Team Engstler             | BMW 320 TC           | 1:59,046 | –        | 12         | 11         |         |
| 14      | 22      | Y       | Tom Boardman          | Special Tuning Racing                | SEAT León WTCC       | 1:59,116 | –        | 13         | 12         |         |
| 15      | 18      |         | Tiago Monteiro        | Castrol Honda World Touring Car Team | Honda Civic WTCC     | 1:59,155 | –        | 14         | 13         |         |
| 16      | 11      |         | Aleksiej Dudukało     | LADA Sport Lukoil                    | Łada Granta          | 1:59,303 | –        | [ 5 ]      | [ 7 ]      |         |
| 17      | 15      |         | Tom Coronel           | ROAL Motorsport                      | BMW 320 TC           | 1:59,386 | –        | 15         | 14         |         |
| 18      | 25      | Y       | Mehdi Bennani         | Proteam Racing                       | BMW 320 TC           | 1:59,685 | –        | 16         | 15         |         |
| 19      | 37      | Y       | René Münnich          | ALL-INKL.COM Münnich Motorsport      | SEAT León WTCC       | 1:59,978 | –        | 17         | 16         |         |
| 20      | 73      | Y       | Fredy Barth           | Wiechers-Sport                       | BMW 320 TC           | 2:00,090 | –        | 18         | 17         |         |
| 21      | 5       |         | Norbert Michelisz     | Zengő Motorsport                     | Honda Civic WTCC     | 2:00,799 | –        | 19         | 18         |         |
| 22      | 7       | Y       | Charles Ng            | Liqui Moly Team Engstler             | BMW 320 TC           | 2:00,901 | –        | 20         | 19         |         |
|         | 13      | Y       | Jean-Philippe Dayraut | ANOME                                | BMW 320 TC           | [ 8 ]    | –        | 21         | 20         |         |
|         | 1       |         | Robert Huff           | ALL-INKL.COM Münnich Motorsport      | SEAT León WTCC       |          | –        | 22         | 21         |         |
| Poz.    | Nr      |         | Kierowca              | Zespół                               | Samochód             | Q1       | Q2       | Poz. s. R1 | Poz. s. R2 | Pkt     |

#### Warunki atmosferyczne[4]
| Temperatura toru      | 15 °C |
| Temperatura powietrza | 12 °C |
| Słońce                | nie   |
| Opady deszczu         | nie   |
| Sucho                 |       |

### Wyścig 1
| Poz.              | +/- | Nr |   | Kierowca              | Zespół                               | Samochód             | Okr. | Czas/Strata | Pkt. | Komentarz                             |
| ----------------- | --- | -- | - | --------------------- | ------------------------------------ | -------------------- | ---- | ----------- | ---- | ------------------------------------- |
| 1                 |     | 12 |   | Yvan Muller           | RML                                  | Chevrolet Cruze 1.6T | 12   | 30:02,783   | 25   |                                       |
| 2                 |     | 23 |   | Tom Chilton           | RML                                  | Chevrolet Cruze 1.6T | 12   | +0,923      | 18   |                                       |
| 3                 |     | 9  | Y | Alex MacDowall        | Bamboo Engineering                   | Chevrolet Cruze 1.6T | 12   | +5,101      | 15   |                                       |
| 4                 | 5   | 3  |   | Gabriele Tarquini     | Castrol Honda World Touring Car Team | Honda Civic WTCC     | 12   | +8,053      | 12   |                                       |
| 5                 | 9   | 18 |   | Tiago Monteiro        | Castrol Honda World Touring Car Team | Honda Civic WTCC     | 12   | +15,261     | 10   |                                       |
| 6                 | 16  | 1  |   | Robert Huff           | ALL-INKL.COM Münnich Motorsport      | SEAT León WTCC       | 12   | +17,349     | 8    |                                       |
| 7                 | 2   | 14 | Y | James Nash            | Bamboo Engineering                   | Chevrolet Cruze 1.6T | 12   | +19,964     | 6    |                                       |
| 8                 | 11  | 5  |   | Norbert Michelisz     | Zengő Motorsport                     | Honda Civic WTCC     | 12   | +20,338     | 4    |                                       |
| 9                 | 6   | 15 |   | Tom Coronel           | ROAL Motorsport                      | BMW 320 TC           | 12   | +28,837     | 2    |                                       |
| 10                | 8   | 73 | Y | Fredy Barth           | Wiechers-Sport                       | BMW 320 TC           | 12   | +37,740     | 1    |                                       |
| 11                | 10  | 13 | Y | Jean-Philippe Dayraut | ANOME                                | BMW 320 TC           | 12   | +39,226     |      |                                       |
| 12                | 2   | 19 | Y | Fernando Monje        | Campos Racing                        | SEAT León WTCC       | 12   | +41,656     |      |                                       |
| 13                | 5   | 55 | Y | Darryl O’Young        | ROAL Motorsport                      | BMW 320 TC           | 12   | +48,116     |      |                                       |
| 14                | 7   | 38 |   | Marc Basseng          | ALL-INKL.COM Münnich Motorsport      | SEAT León WTCC       | 12   | +50,920     |      |                                       |
| 15                | 5   | 7  | Y | Charles Ng            | Liqui Moly Team Engstler             | BMW 320 TC           | 12   | +54,412     |      |                                       |
| 16                | 1   | 37 | Y | René Münnich          | ALL-INKL.COM Münnich Motorsport      | SEAT León WTCC       | 12   | +58,733     |      |                                       |
| 17                | 1   | 25 | Y | Mehdi Bennani         | Proteam Racing                       | BMW 320 TC           | 12   | +2:05,913   |      |                                       |
| 18                | 5   | 22 | Y | Tom Boardman          | Special Tuning Racing                | SEAT León WTCC       | 10   | +2 okr.     |      |                                       |
| 19                | 7   | 6  | Y | Franz Engstler        | Liqui Moly Team Engstler             | BMW 320 TC           | 9    | +3 okr.     |      |                                       |
| 20                | 14  | 17 | Y | Michel Nykjær         | Nika Racing                          | Chevrolet Cruze 1.6T | 9    | +3 okr.     |      |                                       |
| Niesklasyfikowani |     |    |   |                       |                                      |                      |      |             |      |                                       |
|                   |     | 74 |   | Pepe Oriola           | Tuenti Racing Team                   | SEAT León WTCC       | 8    |             |      | przebita opona                        |
|                   |     | 26 | Y | Stefano D'Aste        | PB Racing                            | BMW 320 TC           | 3    |             |      | kolizja z barierą                     |
| Nie wystartowali  |     |    |   |                       |                                      |                      |      |             |      |                                       |
|                   |     | 11 |   | Aleksiej Dudukało     | LADA Sport Lukoil                    | Łada Granta          | –    |             |      | kolizja z Thompsonem w kwalifikacjach |
|                   |     | 10 |   | James Thompson        | LADA Sport Lukoil                    | Łada Granta          | –    |             |      | kolizja z Dudukało w kwalifikacjach   |
| Poz.              | +/- | Nr |   | Kierowca              | Zespół                               | Samochód             | Okr. | Czas/Strata | Pkt. | Komentarz                             |

#### Najszybsze okrążenie
| Nr | Kierowca    | Zespół | Samochód             | Czas     | Okr. |
| -- | ----------- | ------ | -------------------- | -------- | ---- |
| 23 | Tom Chilton | RML    | Chevrolet Cruze 1.6T | 2:18,673 | 11   |

#### Warunki atmosferyczne[10]
| Temperatura toru      | 9 °C |
| Temperatura powietrza | 7 °C |
| Słońce                | nie  |
| Opady deszczu         | tak  |
| Mokro                 |      |

### Wyścig 2
| Poz.             | +/- | Nr |   | Kierowca              | Zespół                               | Samochód             | Okr. | Czas/Strata | Pkt. | Komentarz                             |
| ---------------- | --- | -- | - | --------------------- | ------------------------------------ | -------------------- | ---- | ----------- | ---- | ------------------------------------- |
| 1                | 8   | 12 |   | Yvan Muller           | RML                                  | Chevrolet Cruze 1.6T | 10   | 23:27,254   | 25   |                                       |
| 2                | 1   | 17 | Y | Michel Nykjær         | Nika Racing                          | Chevrolet Cruze 1.6T | 10   | +2,482      | 18   |                                       |
| 3                | 2   | 3  |   | Gabriele Tarquini     | Castrol Honda World Touring Car Team | Honda Civic WTCC     | 10   | +4,994      | 15   |                                       |
| 4                | 2   | 38 |   | Marc Basseng          | ALL-INKL.COM Münnich Motorsport      | SEAT León WTCC       | 10   | +5,081      | 12   |                                       |
| 5                | 3   | 23 |   | Tom Chilton           | RML                                  | Chevrolet Cruze 1.6T | 10   | +5,612      | 10   |                                       |
| 6                |     | 74 |   | Pepe Oriola           | Tuenti Racing Team                   | SEAT León WTCC       | 10   | +6,755      | 8    |                                       |
| 7                | 3   | 14 | Y | James Nash            | Bamboo Engineering                   | Chevrolet Cruze 1.6T | 10   | +14,445     | 6    |                                       |
| 8                | 5   | 18 |   | Tiago Monteiro        | Castrol Honda World Touring Car Team | Honda Civic WTCC     | 10   | +20,573     | 4    |                                       |
| 9                | 13  | 26 | Y | Stefano D'Aste        | PB Racing                            | BMW 320 TC           | 10   | +23,722     | 2    |                                       |
| 10               | 11  | 1  |   | Robert Huff           | ALL-INKL.COM Münnich Motorsport      | SEAT León WTCC       | 10   | +25,442     | 1    | wystartował z boksów                  |
| 11               | 3   | 15 |   | Tom Coronel           | ROAL Motorsport                      | BMW 320 TC           | 10   | +37,126     |      |                                       |
| 12               | 11  | 55 | Y | Darryl O’Young        | ROAL Motorsport                      | BMW 320 TC           | 10   | +41,394     |      |                                       |
| 13               | 2   | 6  | Y | Franz Engstler        | Liqui Moly Team Engstler             | BMW 320 TC           | 10   | +43,904     |      |                                       |
| 14               | 3   | 73 | Y | Fredy Barth           | Wiechers-Sport                       | BMW 320 TC           | 10   | +45,921     |      |                                       |
| 15               | 5   | 19 | Y | Fernando Monje        | Campos Racing                        | SEAT León WTCC       | 10   | +50,678     |      |                                       |
| 16               | 4   | 22 | Y | Tom Boardman          | Special Tuning Racing                | SEAT León WTCC       | 10   | +53,591     |      | wystartował z boksów                  |
| 17               | 2   | 7  | Y | Charles Ng            | Liqui Moly Team Engstler             | BMW 320 TC           | 10   | +59,157     |      |                                       |
| 18               | 2   | 13 | Y | Jean-Philippe Dayraut | ANOME                                | BMW 320 TC           | 10   | +1:06,537   |      |                                       |
| 19               | 4   | 25 | Y | Mehdi Bennani         | Proteam Racing                       | BMW 320 TC           | 10   | +1:26,721   |      |                                       |
| 20               | 13  | 9  | Y | Alex MacDowall        | Bamboo Engineering                   | Chevrolet Cruze 1.6T | 9    | +1 okr.     |      |                                       |
| 21               | 5   | 37 | Y | René Münnich          | ALL-INKL.COM Münnich Motorsport      | SEAT León WTCC       | 9    | +1 okr.     |      |                                       |
| 22               | 4   | 5  |   | Norbert Michelisz     | Zengő Motorsport                     | Honda Civic WTCC     | 9    | +1 okr.     |      |                                       |
| Nie wystartowali |     |    |   |                       |                                      |                      |      |             |      |                                       |
|                  |     | 11 |   | Aleksiej Dudukało     | LADA Sport Lukoil                    | Łada Granta          | –    |             |      | kolizja z Thompsonem w kwalifikacjach |
|                  |     | 10 |   | James Thompson        | LADA Sport Lukoil                    | Łada Granta          | –    |             |      | kolizja z Dudukało w kwalifikacjach   |
| Poz.             | +/- | Nr |   | Kierowca              | Zespół                               | Samochód             | Okr. | Czas/Strata | Pkt. | Komentarz                             |

#### Najszybsze okrążenie
| Nr | Kierowca    | Zespół             | Samochód       | Czas     | Okr. |
| -- | ----------- | ------------------ | -------------- | -------- | ---- |
| 74 | Pepe Oriola | Tuenti Racing Team | SEAT León WTCC | 2:17,987 | 9    |

#### Warunki atmosferyczne[11]
| Temperatura toru      | 8 °C |
| Temperatura powietrza | 7 °C |
| Słońce                | nie  |
| Opady deszczu         | tak  |
| Mokro                 |      |

## Klasyfikacja po rundzie

### Kierowcy
| Poz.              | +/- | Kierowca              | Starty | Punkty | P1 | P2 | P3 | PP | NO | NS | DK | NW |
| ----------------- | --- | --------------------- | ------ | ------ | -- | -- | -- | -- | -- | -- | -- | -- |
| 1                 |     | Yvan Muller           | 2      | 55     | 2  | –  | –  | 1  | –  | –  | –  | –  |
| 2                 |     | Tom Chilton           | 2      | 32     | –  | 1  | –  | –  | 1  | –  | –  | –  |
| 3                 |     | Gabriele Tarquini     | 2      | 28     | –  | –  | 1  | –  | –  | –  | –  | –  |
| 4                 |     | Michel Nykjær         | 2      | 18     | –  | 1  | –  | –  | –  | –  | –  | –  |
| 5                 |     | Alex MacDowall        | 2      | 18     | –  | –  | 1  | –  | –  | –  | –  | –  |
| 6                 |     | Tiago Monteiro        | 2      | 14     | –  | –  | –  | –  | –  | –  | –  | –  |
| 7                 |     | Marc Basseng          | 2      | 12     | –  | –  | –  | –  | –  | –  | –  | –  |
| 8                 |     | James Nash            | 2      | 12     | –  | –  | –  | –  | –  | –  | –  | –  |
| 9                 |     | Pepe Oriola           | 2      | 10     | –  | –  | –  | –  | 1  | 1  | –  | –  |
| 10                |     | Robert Huff           | 2      | 9      | –  | –  | –  | –  | –  | –  | –  | –  |
| 11                |     | Norbert Michelisz     | 2      | 4      | –  | –  | –  | –  | –  | –  | –  | –  |
| 12                |     | Tom Coronel           | 2      | 2      | –  | –  | –  | –  | –  | –  | –  | –  |
| 13                |     | Stefano D'Aste        | 2      | 2      | –  | –  | –  | –  | –  | 1  | –  | –  |
| 14                |     | Fredy Barth           | 2      | 1      | –  | –  | –  | –  | –  | –  | –  | –  |
| 15                |     | Jean-Philippe Dayraut | 2      | 0      | –  | –  | –  | –  | –  | –  | –  | –  |
| 16                |     | Darryl O’Young        | 2      | 0      | –  | –  | –  | 1  | –  | –  | –  | –  |
| 17                |     | Fernando Monje        | 2      | 0      | –  | –  | –  | –  | –  | –  | –  | –  |
| 18                |     | Franz Engstler        | 2      | 0      | –  | –  | –  | –  | –  | –  | –  | –  |
| 19                |     | Charles Ng            | 2      | 0      | –  | –  | –  | –  | –  | –  | –  | –  |
| 20                |     | Tom Boardman          | 2      | 0      | –  | –  | –  | –  | –  | –  | –  | –  |
| 21                |     | René Münnich          | 2      | 0      | –  | –  | –  | –  | –  | –  | –  | –  |
| 22                |     | Mehdi Bennani         | 2      | 0      | –  | –  | –  | –  | –  | –  | –  | –  |
| Niesklasyfikowani |     |                       |        |        |    |    |    |    |    |    |    |    |
| –                 |     | Aleksiej Dudukało     | 0      | –      | –  | –  | –  | –  | –  | –  | –  | 2  |
| –                 |     | James Thompson        | 0      | –      | –  | –  | –  | –  | –  | –  | –  | 2  |
| Poz.              | +/- | Kierowca              | Starty | Punkty | P1 | P2 | P3 | PP | NO | NS | DK | NW |

### Producenci
| Poz. | +/- | Producent | Starty | Punkty | P1 | P2 | P3 | PP | NO | NS | DK | NW |
| ---- | --- | --------- | ------ | ------ | -- | -- | -- | -- | -- | -- | -- | -- |
| 1    |     | Honda     | 2      | 94     | –  | –  | 1  | –  | –  | –  | –  | –  |
| 2    |     | Łada      | 0      | 6      | –  | –  | –  | –  | –  | –  | –  | 4  |
| Poz. | +/- | Producent | Starty | Punkty | P1 | P2 | P3 | PP | NO | NS | DK | NW |